# Katharina Klar
Katharina Klar (* 9. April 1987 in Wien) ist eine österreichische Schauspielerin.

## Leben
Katharina Klar wuchs in Wien-Floridsdorf als Älteste von vier Schwestern auf. 2003 sammelte sie erste Bühnenerfahrungen in Himalaya von Volker Schmidt am dietheater Künstlerhaus Wien. Ab 2006 studierte sie Schauspiel an der Universität für Musik und darstellende Kunst Graz, das Studium schloss sie 2010 mit der künstlerischen Diplomarbeit Wie kommt das Salz ins Meer nach dem Roman von Brigitte Schwaiger ab.

### Schauspielhaus Graz
In der Saison 2008/09 hatte sie am Schauspielhaus Graz ein erstes Engagement als Hermes und Nausikaa in Die Odyssee von Ad de Bont. Ab der Saison 2009/10 war sie festes Ensemblemitglied am Schauspielhaus Graz, wo sie 2011 mit dem Publikumspreis des Vereines der Freunde des Schauspielhauses Graz Pro Bühne als beste Nachwuchsschauspielerin 2010/11 ausgezeichnet wurde. Dort verkörperte sie unter anderem unter der Regie von Anna Badora in Arthur Millers Hexenjagd die Rolle der Mary Warren, Prinzessin Lena in Leonce und Lena unter der Regie von Bernadette Sonnenbichler, Sofja Alexándrowna in Tschechows Onkel Wanja und Solvejg in Ibsens Peer Gynt. Außerdem stand sie dort etwa in der Uraufführung von Der Wiederaufbau des Haider-Denkmals von Oliver Kluck unter der Regie von Christina Rast auf der Bühne, als Lucy in Brechts Dreigroschenoper, als Helena im Sommernachtstraum in einer Inszenierung von Viktor Bodó, in Bartleby oder Sicherheit ist ein Gefühl von Boris Nikitin und als Alkmene in Kleists Amphitryon.
2014 spielte sie außerdem in Aller Tage Abend nach dem Roman von Jenny Erpenbeck am Wiener Schauspielhaus.

### Volkstheater Wien
Mit Beginn der Saison 2015/16 wechselte Klar gemeinsam mit Intendantin Anna Badora von Graz ans Wiener Volkstheater, wo sie bis zur Saison 2018/19 zum Ensemble gehörte. Im Juni 2018 wurde sie dort mit dem Dorothea-Neff-Preis für die beste schauspielerische Leistung der Saison 2017/18 ausgezeichnet. In dieser Saison war sie in einer verschränkten Inszenierung von Iphigenie in Aulis mit Stefano Massinis zeitgenössischem Drama Occident Express unter der Regie von Anna Badora zu sehen, außerdem in einer Bühnenfassung von George Orwells 1984, in der Uraufführung von Gutmenschen von Yael Ronen als Klara und in der österreichische Erstaufführung des Musicals Lazarus von David Bowie und Enda Walsh. Im Jänner 2019 war sie dort in der Uraufführung einer Dramatisierung des Romanes Watschenmann von Karin Peschka zu sehen.

### Theater in der Josefstadt
Mit der Saison 2019/20 wechselte sie ans Theater in der Josefstadt, wo sie als Rebekka in einer Überschreibung von Ibsens Rosmersholm an der Seite von Herbert Föttinger als Johannes und Joseph Lorenz als Kroll debütierte. Am Volkstheater spielt sie weiter als Gast, etwa als Ruby Bates in Nur Pferden gibt man den Gnadenschuss nach dem gleichnamigen Roman von Horace McCoy. Im September 2021 feierte sie an der Josefstadt mit der Dramatisierung des Romans Der Weg ins Freie von Arthur Schnitzler als Therese Golowski sowie in Grillparzers Medea mit Sandra Cervik in der Titelrolle als Königstochter Kreusa Premiere. In der deutschsprachigen Erstaufführung von The Parisian Woman von Beau Willimon stand sie im Oktober 2021 als Rebecca an den Wiener Kammerspielen des Theaters in der Josefstadt auf der Bühne. Im September 2022 verkörperte sie in der Uraufführung der von Stephanie Mohr in Dramenform gebrachten Fassung von Ödön von Horváths Ein Kind unserer Zeit neben Therese Affolter, Susa Meyer und Martina Stilp den Soldaten. Im Jänner 2025 stand sie in der Uraufführung von Azur oder die Farbe von Wasser von Lisa Wentz mit Martina Ebm als Martha auf der Bühne.

## Auszeichnungen
- 2011: Publikumspreis des Vereines der Freunde des Schauspielhauses Graz Pro Bühne als beste Nachwuchsschauspielerin 2010/11[8][3]
- 2018: Dorothea-Neff-Preis für die beste schauspielerische Leistung[7]

## Filmografie (Auswahl)
- 2012: Demokratie – Die Show (Fernsehserie)
- 2013: Ein kleiner Augenblick des Glücks (Kurzfilm)
- 2014: Adam (Regie: David Lapuch)
- 2020–2021: Walking on Sunshine (Fernsehserie)
- 2025: SOKO Donau/SOKO Wien (Fernsehserie, Folge: Funkenflug)